# Země antilop
Země antilop je osmé studiové album brněnské skupiny Kamelot. Vydáno bylo ve společnosti Monitor EMI v roce 1998.

## Obsazení
Autorem všech textů a hudby je Roman Horký. Obsazení skupiny:
- Roman Horký – sólo kytara, bottleneck, sólový zpěv (1, 2, 3, 4, 5, 7, 9, 11, 12)
- Viktor Porkristl – doprovodná kytara, sólový zpěv (6, 10, 11)
- Jaroslav Zoufalý – conga, perkuse, sólový zpěv (8, 11)
- Petr Rotschein – baskytara, konrabas, sólový zpěv (11)
- Štěpán Smetáček – bicí nástroje, perkuse, jako host
- Smyčcový kvartet Městského divadla Zlín – smyčcové nástroje, jako host
- Milan Nytra – klávesy, jako host
- Petr Vavřík – baskytara, bezpražcová baskytara, jako host

## Skladby
1. Země antilop
2. Pověst havrana
3. Pláž
4. Dopis z Borodina
5. Vzpomínáš
6. Dým
7. Kamenožrout
8. Strom
9. Kolejiště
10. Za Mokrou horou
11. Marcellina
12. Káně nad řekou